# Pijlriet

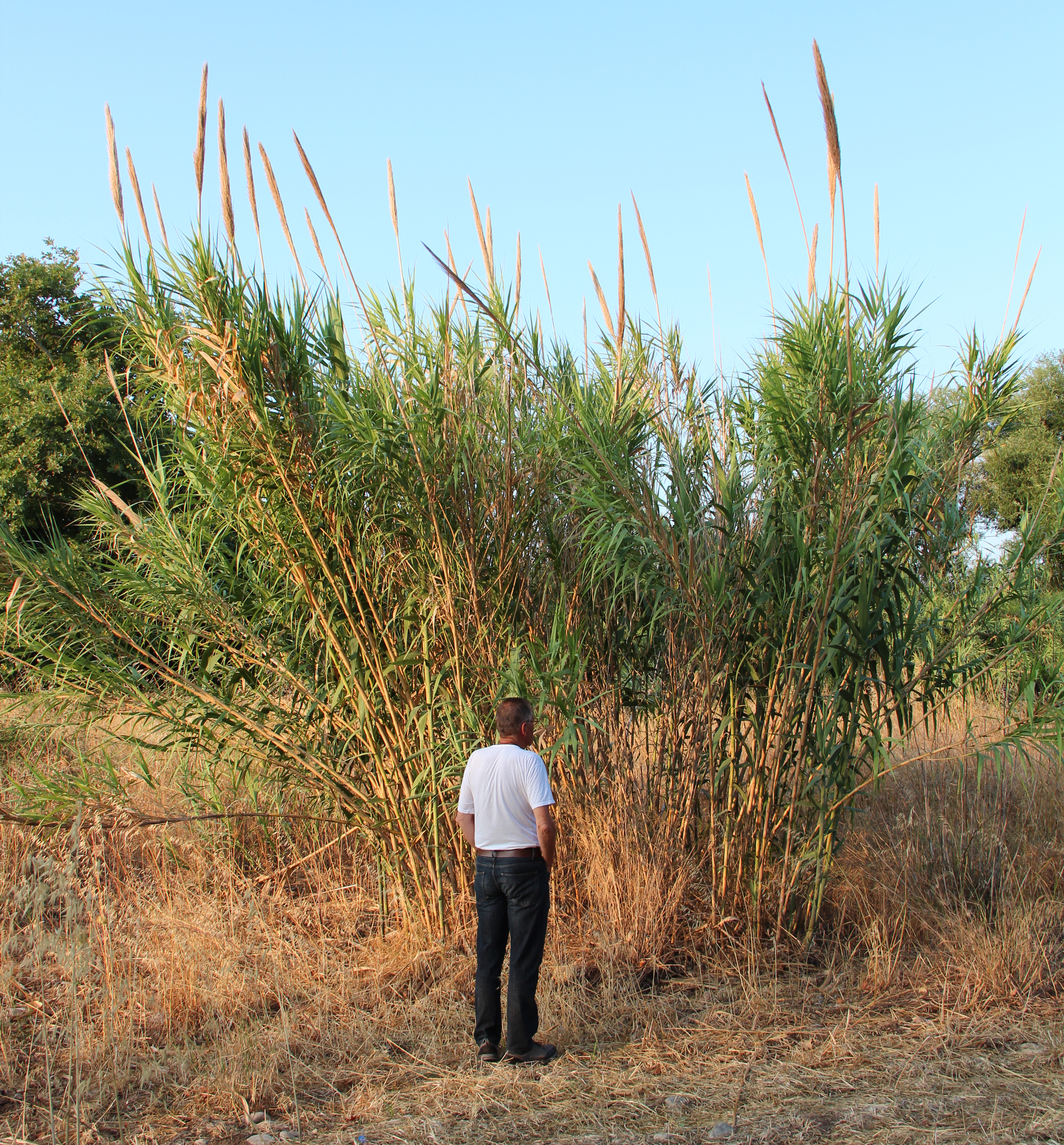
Pijlrietbosje

Pijlriet of Spaans riet (Arundo donax) is een zowel op riet als ook bamboe lijkende vaste plant, die behoort tot de grassenfamilie (Poaceae).
De soort komt vooral voor in het Middellandsezeegebied en het Midden-Oosten en heeft zich in veel andere tropische en subtropische gebieden verbreid. Door zijn aanpassingsvermogen en krachtige groei (10 cm / dag) wordt hij enerzijds als grondstof voor biobrandstof gewaardeerd, maar ook actief bestreden als schadelijke invasieve plantensoort.

## Beschrijving
De plant wordt meestal zes meter hoog en kan onder zeer goede groeiomstandigheden meer dan tien meter hoog worden. Ze vormt verhoutende en dikke rhizomen. De holle stengels zijn 2-3 cm dik, bevatten veel silicium, met een opbouw die aan die van bamboe doet denken. De grijsgroene bladeren zijn 30-60 cm lang en 2-6 cm breed. Pijlriet bloeit in de nazomer met 40-60 cm lange pluimen.

## Geschiedenis en verbreiding
De oorsprong is omstreden, waarbij zowel Oost-Azië, het Midden-Oosten, Centraal-Azië, India en het Middellandse Zeegebied voorgesteld zijn. De geringe genetische diversiteit in het Middellandsezeegebied laat echter vermoeden dat de plant daar relatief nieuw is hetgeen pleit tegen een mediterrane oorsprong. Sinds duizenden jaren wordt pijlriet al geteeld in Azië, Zuid-Europa, Noord-Afrika en het Midden-Oosten. De oude Egyptenaren wikkelden hun doden in de bladeren van pijlriet.  In de 19e eeuw werden de planten in de Verenigde Staten, Zuid-Afrika, Zuid-Amerika en andere gebieden geïntroduceerd, waar ze langzaam tot een plaag werden.

## Naamgeving
De soort stond lange tijd bekend als Spaans riet. Later is hierover naamsverwarring ontstaan toen ook de rotan uit Oost-Indië met deze naam werd aangeduid. In het Engels is "giant reed" en het Duits "Riesenschilf" gebruikelijk met verwijzing naar de enorme grootte. Door het inheemse voorkomen van de plant in Italië heet de plant daar "canna comune" (gewoon riet).

## Voortplanting en genetica
Pijlriet plant zich vegetatief voort door de vorming van wortelstokken. Ook afgebroken stengelstukjes met ten minste nog één knoop wortelen makkelijk. Het zaad is niet kiemkrachtig. Hierdoor bestaat een extreem geringe genetische diversiteit. In Californië en Zuid-Afrika bleek uit genetische analyses dat alle exemplaren daar klonen van één enkele plant waren.

## Gebruik
De stengels werden vroeger gebruikt voor vishengels, wandelstokken en papier. In het zuiden van Irak worden de stengels ook voor de constructie van leemwanden van huizen ingezet. In de 21ste eeuw staat hoofdzakelijk het gebruik als biologische brandstof ter discussie.

### Biobrandstof
Pijlriet kan aangebouwd worden voor de productie van biogas, bio-ethanol en gedroogd als brandstof. In vergelijking tot meerdere andere bomen en planten in Europa heeft pijlriet een uitmuntende energieopbrengst (17-20 MJ/kg, bij een opbrengst van 16-30 ton / hectare).

### Muziekinstrumenten
Stukjes stengel worden gebruikt bij bepaalde muziekinstrumenten, zoals de hobo, klarinet, fagot en saxofoon (ook wel rietblaasinstrumenten geheten). In het Midden-Oosten wordt de plant gebruikt als fluit, ney genoemd. Er is bewijs dat dit instrument minstens 4500 jaar geleden gebruikt werd, waardoor het een van de oudste instrumenten is die nu nog steeds wordt gebruikt. Het instrument wordt hoofdzakelijk in het voormalige Perzische Rijk bespeeld.
De Griekse panfluit werd eveneens uit de stengel van het pijlriet vervaardigd.

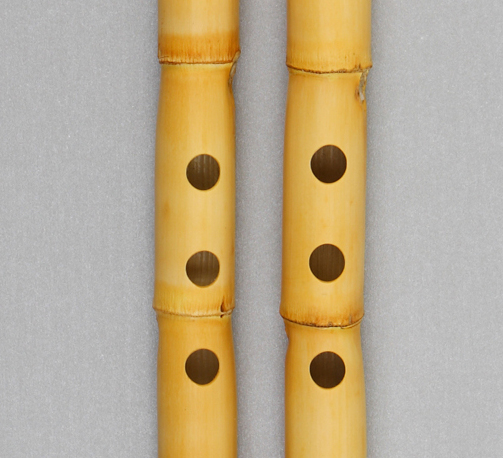
Ney (detail)
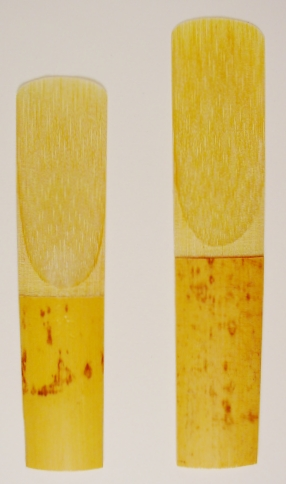
Riet van tenor- en altsaxofoon
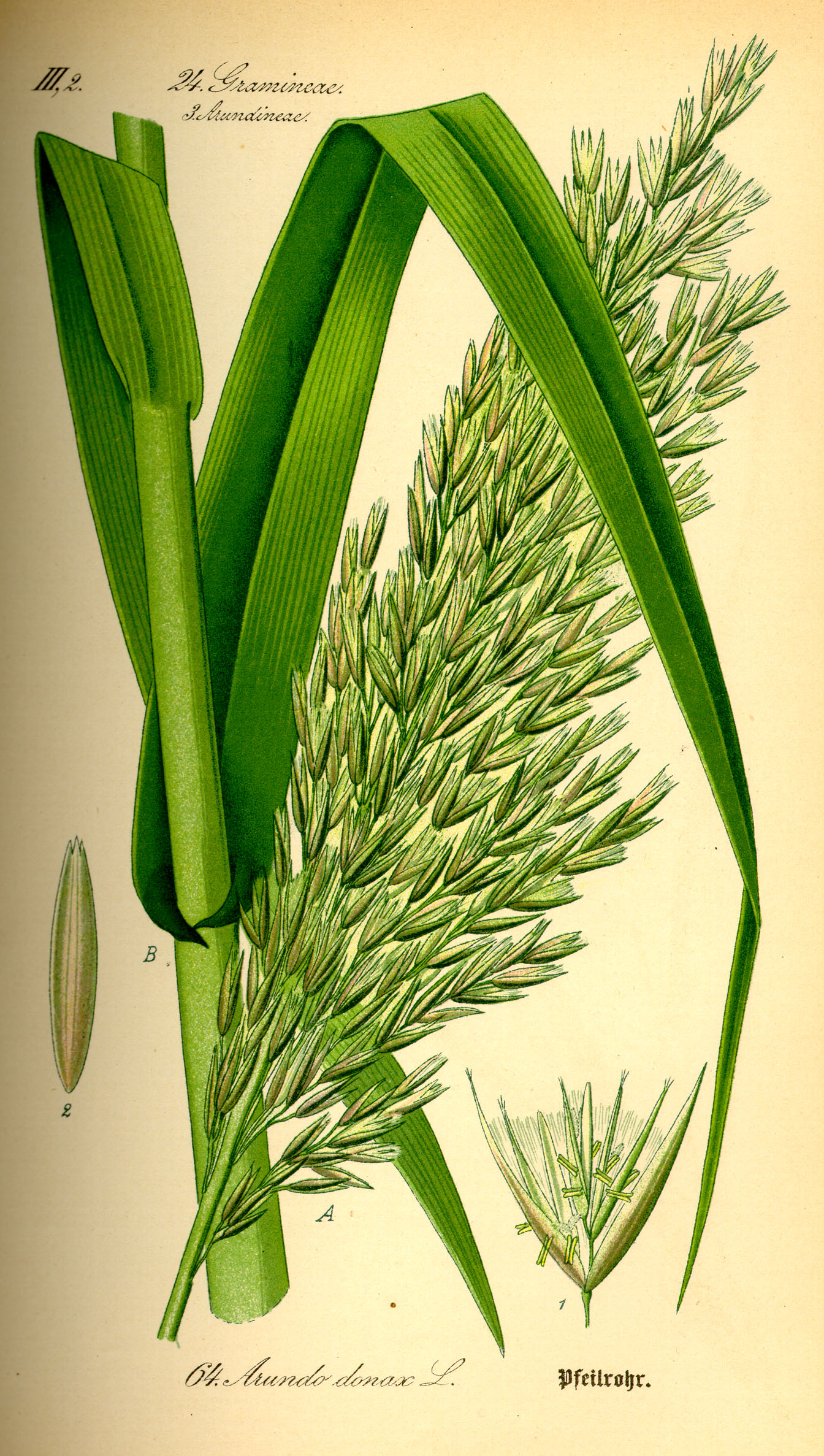
Botanische illustratie
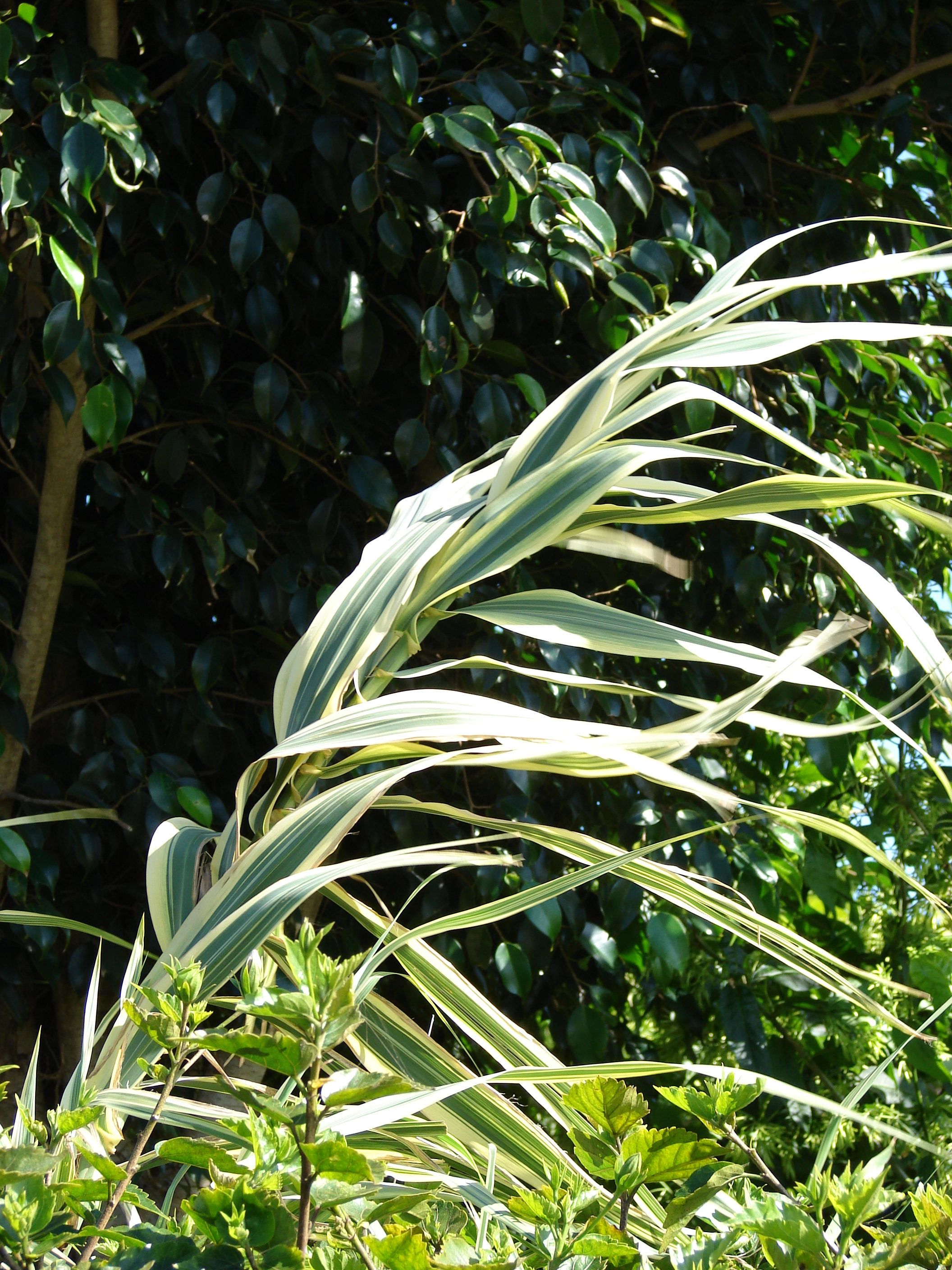
Variëteit "variegata"